# Corinne Bonnet
Pour les articles homonymes, voir Bonnet.
Corinne Bonnet, née le 1959 à Liège, est une professeure d'Histoire grecque à l'École normale supérieure de Pise. Elle est connue pour ses travaux sur l'histoire et la religion de la Méditerranée ancienne. Elle est actuellement chercheuse principale du projet ERC Advanced Grant Mapping Ancient Polytheisms.

## Éducation
Corinne Bonnet a fait ses études en histoire ancienne à l'Université de Liège en 1981. Elle est titulaire d'un doctorat en 1987 : sa thèse, dirigée par Jean Servais et Claude Baurain, est intitulée Melqart. Cultes et mythes de l'Héraclès Tyrien en Méditerranée.

## Carrière
Corinne Bonnet a enseigné à l'Université de Namur (Notre-Dame de la Paix) de 1981 à 1991. En 1990-91, elle a été boursière Humboldt à l’Université de Tübingen. Elle a ensuite occupé des postes à l'Institut biblique pontifical, à l'université de Calabre et à l'université Roma Tre,,. En 2002, elle est habilitée à diriger des recherches à l'Université Pierre Mendès-France sous la direction de Colette Jourdain Annequin avec le dossier « Le grand atelier de la science». Franz Cumont et l'Altertumswissenschaft. Héritage et émancipations. Des études universitaires à la première guerre mondiale (1888-1923)',.
De 2003 à 2024, Corinne Bonnet était professeur d'histoire grecque à l'Université de Toulouse,,. Elle fut directrice adjointe[Quand ?] du Labex SMS (Structuration des Mondes Sociaux), un centre de recherche en sciences sociales de l'Université de Toulouse qui étudie les réseaux des relations interpersonnelles et inter-organisationnelles. D'octobre 2017 à septembre 2022, elle est la chercheuse principale du projet ERC Cartographie des polythéismes anciens: épithètes cultuelles en tant qu'interface entre les systèmes religieux et l'agentivité humaine. Depuis 2024, elle est professeur à l'École normale supérieure de Pise.

## Prix
Corinne Bonnet a reçu plusieurs prix de l'Académie royale de Belgique: le prix E. Fagnan d'études sémitiques (1988), le prix H. Pirenne pour ses recherches sur les archives de Franz Cumont (1998) et le prix F. Cumont pour Histoire de la religion (2014) pour son livre Les Enfants de Cadmos. Le paysage religieux de la Phénicie hellénistique., Elle est nommée en 2010 membre senior de l'Institut universitaire de France, pour 5 ans. En 2011, elle a été élue membre de l'Académie des inscriptions et belles-lettres,. En 2016, elle a été élue à l'Académie de l'Europe et, la même année, a reçu un doctorat honorifique de l'Université de Lausanne,. En juillet 2019, Bonnet était l'un des principaux conférenciers du XVe Congrès de la Fédération internationale des associations d'études classiques (FIEC) et de la conférence annuelle de la Classical Association.